# Мали Алфелд
Мали Алфелд (мађ. Kisalföld) или Мала мађарска равница (мађ. Kis-Magyar-alföld), односно Мала угарска равница или Мала дунавска равница (слч. Malá dunajská kotlina) је равница у дунавском седиментарном басену на северозападу Панонске низије. Простире се у горњем делу средњег тока реке Дунава и његових тамошњих притока, а обухвата око 8.000 km² у данашњој северозападној Мађарској, североисточној Аустрији и југозападној Словачкој (слч. Podunajská nížina — Словачка подунавска низија).

## Географија
Границе ове равнице су Карпати на северу, брда Бакоњ-Вертеш на југу, брда Герече на истоку и планине Лејта и подножје Алпа на западу. У Мађарској, равница покрива веће делове округа Ђер-Мошон-Шопрон и Ваш, као и западне делове округа Комаром-Естергом и Веспрем.
Равницу на половине грубо дели Дунав, који има велики број рукаваца између Братиславе и Комарног и формира велика острва. Главне притоке Дунава су Вах, Раба, Рабца и Маркал.
Мањи микрорегиони Малог Алфелда су Ханшаг, Зевинкел, Нојзидл басен, Рабакез, Сигеткез, Маркали басен, Равница Мошон, Равница Комаром-Естергом и Житни остров.
Суседни региони Кеменешхат, Равница Шопрон-Ваш и Штајерско побрђе у неким класификацијама припадају Малом Алфелду, али мађарски и аустријски географи користе тај термин у нешто ужем значењу.

## Историја
Ова равница је била важна пољопривредна регија од неолитског доба. Њен јужни део је припадао староримској провинцији Панонији између 1. и 5. века. Касније су је населили германски и словенски народи, а од око 900. године и Мађари. Од око 1000. године, овај регион је био део Краљевине Угарске. Након Првог светског рата, Мали Алфелд је подељен између Мађарске, Чехословачке и Аустрије. 1990-их година, Словачка је изградила велику брану и хидроелектрану код Габчикова.

## Становништво
Државне границе у Малом Алфелду не прате и језичке границе, посебно у случају северног дела равнице, где су Мађари већина у два најјужнија округа у Словачкој, Дунајска Стреда и Комарно, а мањина у осталим окрузима. Такође постоје мање групе Хрвата у региону око граничне тромеђе. Важни градови у регији су Ђер, Комаром, Комарно, Дунајска Стреда, Нове Замки и Мошонмађаровар.